# Arnold Böcklin
Pour l’article homonyme, voir Arnold Böcklin (police de caractères).
Arnold Böcklin, né le 16 octobre 1827 à Bâle, et mort le 16 janvier 1901, à San Domenico di Fiesole, en Italie, est un peintre, dessinateur et sculpteur suisse.
Avec Ferdinand Hodler, Max Klinger et Lovis Corinth, c'est l'un des principaux représentants du symbolisme allemand, courant artistique rompant avec la peinture académique et le naturalisme de la seconde moitié du XIXe siècle. Des surréalistes, comme Giorgio De Chirico, Salvador Dalí et Max Ernst, ont vu en lui un de leurs prédécesseurs et l'ont salué comme un « artiste génial et ironique ».

## Biographie
Fils du marchand Christian Friedrich Böcklin et d'Ursula Lipp, il part s'installer en Allemagne pour étudier de 1845 à 1847, à l'académie des beaux-arts de Düsseldorf. Il y est disciple du peintre romantique Johann Wilhelm Schirmer et rencontre également Anselm Feuerbach.
De retour en Suisse, il fait la connaissance de l'historien de l'art Jacob Burckhardt et prépare avec lui un voyage en Italie. Il s'établit à Rome, où il épouse Angela Pascucci. Il travaille de 1850 à 1857 dans cette Olympe de l'art classique, poétique et pictural.
En 1859, il part pour Munich et, de 1860 à 1862, enseigne comme professeur à l'École des beaux-arts de Weimar. Il quitte l'enseignement en 1862 et retourne à Rome. Il visite Naples et Pompéi, et approfondit ses inspirations artistiques.
En 1866, rentré dans sa ville natale, il peint plusieurs fresques à sujets mythologiques pour le salon du Kunstmuseum, qui expose également plusieurs de ses tableaux.
En 1870 naît son fils Carlo, qui sera également peintre. Il part pour Florence, de nouveau attiré par l'Italie. Il y rencontre Hans von Marées et, la même année, sa fille Béatrice meurt peu de temps après sa naissance.
Il peint en 1879 la première de ses cinq versions de L'Île des morts, son tableau le plus célèbre. Serge Rachmaninov composera, en 1909, son poème symphonique L'île des morts (op. 29) d'après le tableau d'Arnold Böcklin.
Il retourne en Suisse à Zurich. Atteint de ce qu'on appelle à l'époque une « maladie apoplectique » (un accident vasculaire cérébral), il part se reposer près de la mer en Italie : à la Spezia, à Lerici, à San Terenzo (en), puis finalement à Florence en 1893. La Galerie des Offices lui commande un autoportrait pour sa collection particulière du corridor de Vasari.
En 1895, il acquiert une villa dans le quartier San Domenico de Fiesole et il y meurt en 1901. Il est enterré au cimetière des Allori de Florence.

## Œuvres
- 1847 châteaux en ruine
- 1858 Pan dans les roseaux, 199.7 x 152.7, Munich, Neue Pinakothek
- 1865 Villa en bord de mer, huile sur toile, 125 × 175 cm, Munich, Neue Pinakothek[3]
- 1850 (attribué) Paysage Romain, 31.8 x 46, Metropolitan Museum of Art, New York
- 1872 Cléopâtre, huile sur toile (100,5 × 142 cm), Kunstmuseum (Bâle)
- 1872 Autoportrait avec la Mort jouant du violon (1872), huile sur toile (75 × 61 cm), Alte Nationalgalerie (Berlin)[3]
- 1872 Vénus anadyomène, Musée d'art de Saint-Louis[4]
- 1872 La Mort de Cléopâtre, Kunstmuseum (Bâle)[5]
- 1872 Ulysse et Cléopâtre, huile sur toile, 104 × 150 cm, Kunstmuseum (Bâle)[3]
- 1875 Flora, Museum der bildenden Künste, Leipzig
- 1880 Ruine au bord de la mer, huile sur toile, 100,5 × 142 cm), Fondation Gottfried Keller, Aargauer Kunsthaus, Aarau
- 1880-1886 Les cinq versions de L'Île des morts
  - 1880 : Bâle, Kunstmuseum
  - 1880 : New York, Metropolitan Museum of Art
  - 1883 : Berlin, Alte Nationalgalerie
  - 1884 : détruite lors du bombardement de Rotterdam pendant la Seconde Guerre mondiale
  - 1886 : Leipzig, Museum der bildenden Künste[6]
- 1882 Le Bois sacré, Kunstmuseum (Bâle)[7]
- 1883 Im Spiel der Wellen (Dans le jeu des vagues), huile sur toile (180 × 236 cm), Neue Pinakothek, Munich.
- 1885 Le Silence de la forêt, huile sur toile (73 × 59 cm), musée national de Poznań (Pologne).
- 1886 Jeux des Néréides, huile sur toile, 150 × 176 cm, Kunstmuseum (Bâle)[8]
- 1896 La Chasse de Diane, musée d'Orsay (Paris)[9]
- 1888 Vita somnium breve, Kunstmuseum (Bâle)[10]
- 1877 Les Champs Élysée, 37 x 55, Winterthour, Musée Oskar Reinhart « Am Römerholz »
- 1896 La Guerre, huile sur bois, 100 × 69 cm, Dresde, Galerie Neue Meister[3] et Ulysse et Polyphème, gouache sur papier, 39,1 x 143,2

- 1897 Bouclier avec le visage de Méduse, relief en papier mâché peint, musée d'Orsay (Paris)[11]

- 1898 La Peste, huile sur bois, 149.8 x 105.1, Kunstmuseum Bâle
- 1871 L'Automne et la mort, 79 x 136.5, Munich, Schack Galerie.

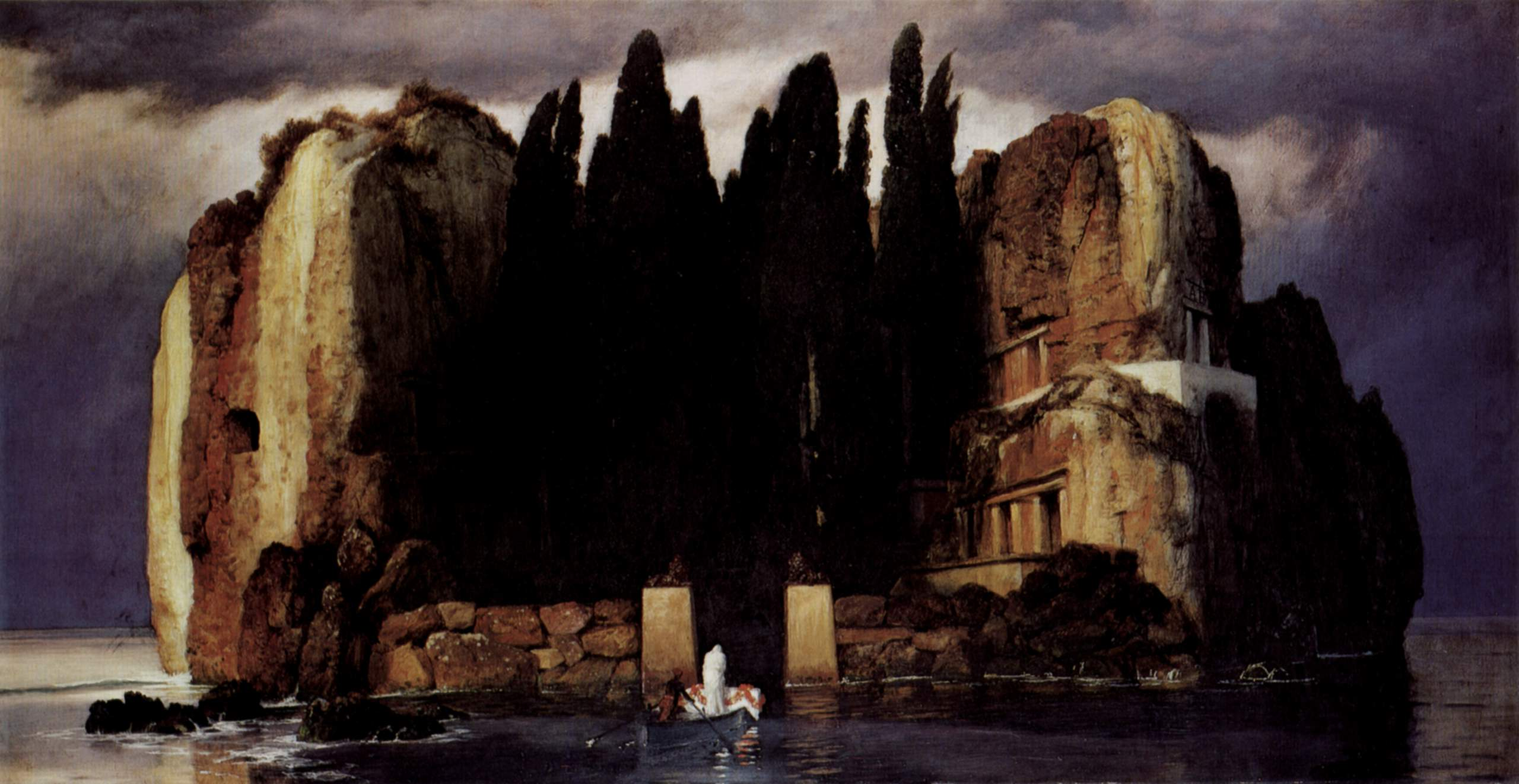
L'Île des morts (Die Toteninsel) (version 1886).
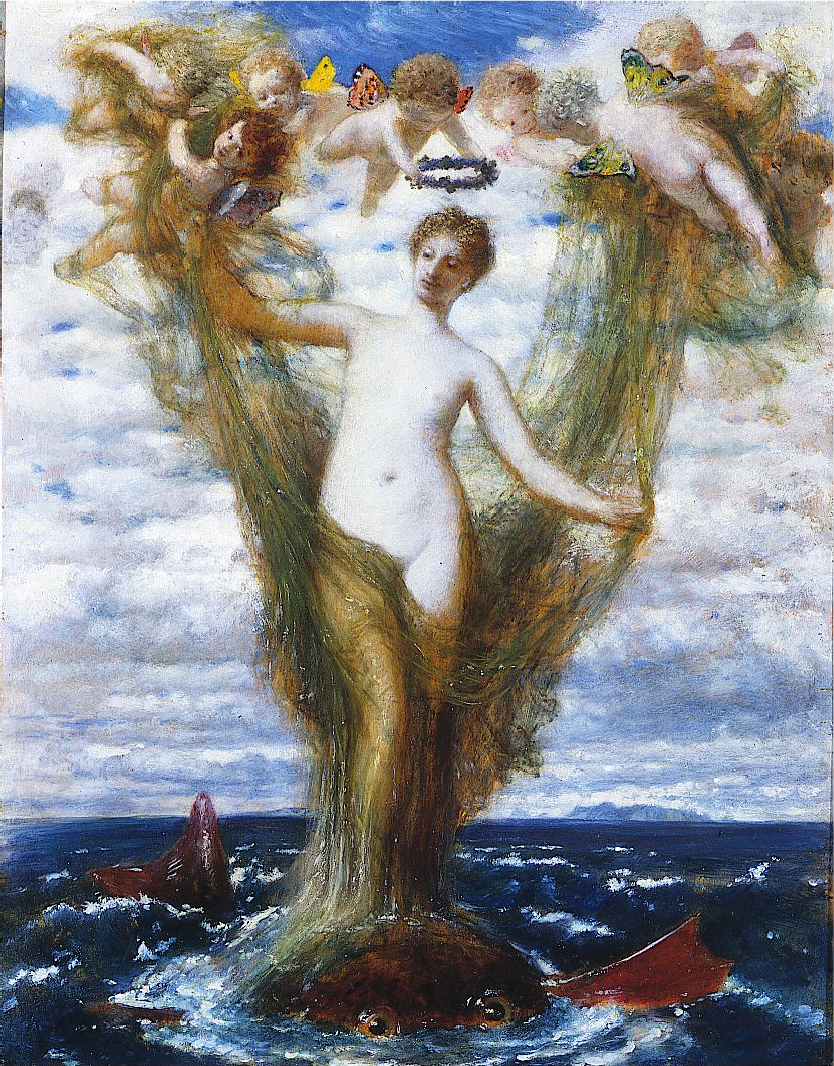
Vénus anadyomène (1872).
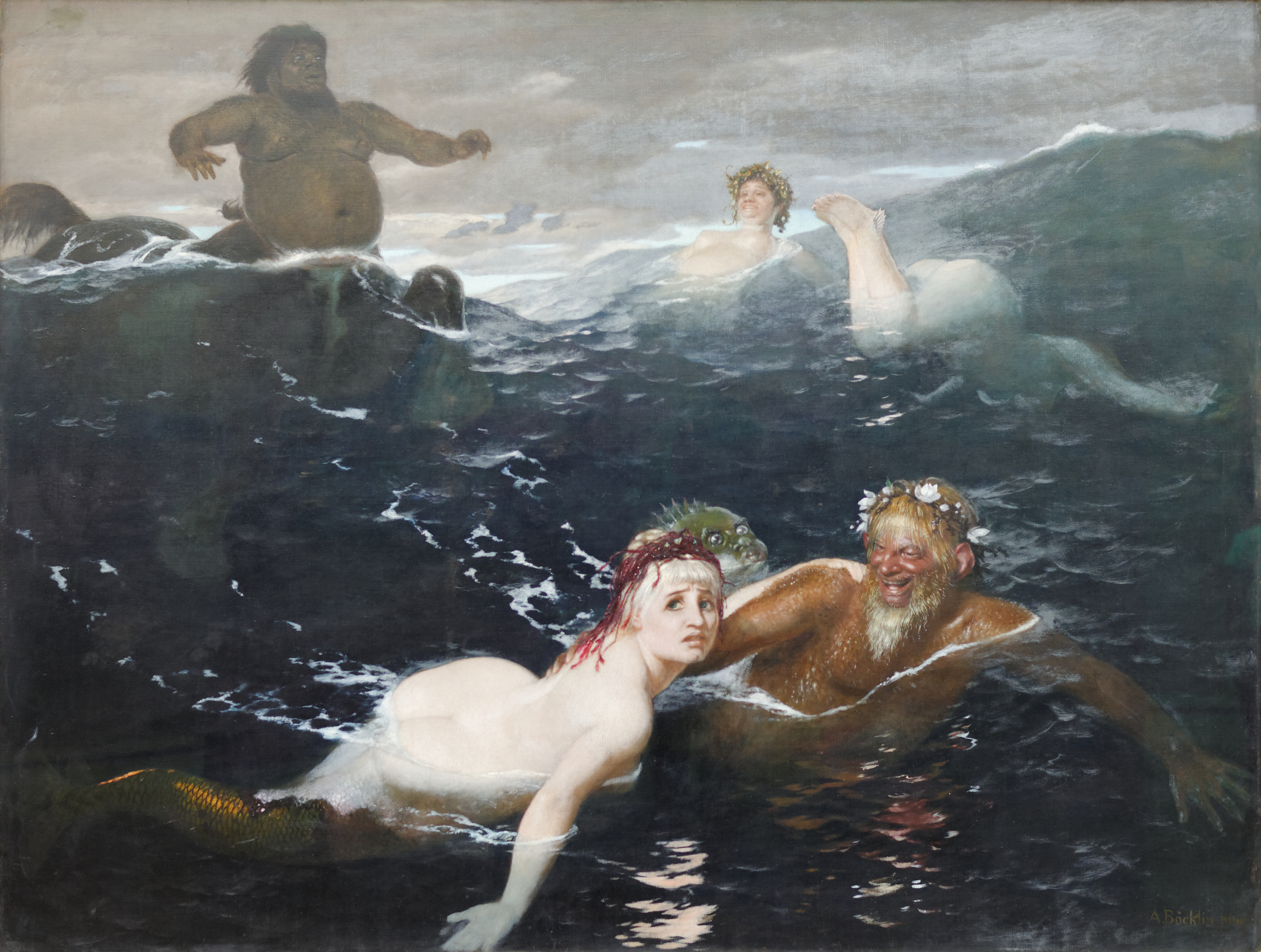
Dans le jeu des vagues (1883).

## Anecdote
- Otto Weisert a créé une fonte typographique de style Art nouveau en 1904 et l'a nommée Arnold Böcklin en son honneur.